# 碰碰车 (公司)
碰碰车（City Connection Co., Ltd.）是2005年4月成立的日本音乐与电子游戏制作公司，位于東京都中央區。公司名称源自曾经存在过的日本电子游戏制作公司Jaleco制作的同名街机游戏，2013年夏继承了Jaleco游戏的知识产权。2019年3月29日持有ゼロディブ(Zerodiv)的全股票並合併為該公司其下的子公司。